# Poritidae
Poritidae — родина шестипроменевих коралів ряду Мадрепорові корали (Scleractinia). Це колоніальні, рифоутворюючі корали, різні за формою та розмірами. Стінки коралітів та перегородок є пористими. Деякі колонії сягають до 2 м у діаметрі, а їхній вік становить понад 200 років.

## Класифікація
Класифікація родини згідно з сайтом World Register of Marine Species:
- Alveopora, понад 18 видів.
- Bernardpora, один вид — Bernardpora stutchburyi.
- Goniopora, понад 30 видів.
- Machadoporites, один вид — Machadoporites tantillus
- Porites, понад 80 видів.
- Poritipora, один вид — Poritipora paliformis.
- Stylaraea, один вид — Stylaraea punctata.